# Turbovrtulový motor

Schéma zobrazující činnost turbovrtulového motoru

Turbovrtulový motor nebo také proudovrtulový motor či turboprop se dá považovat za hybrid vrtulového a proudového motoru - většina částí je stejná jako u proudového motoru (vstupní ústrojí, kompresor, spalovací komora, turbína, výstupní ústrojí). V podstatě to je proudový motor, jehož energie se však použije k pohonu vrtule a pouze necelých 10 % výkonu se přímo podílí tahovou silou na pohonu letadla.

## Charakteristika
Pohon vrtule je řešen dvěma způsoby:
- Hřídel proudového motoru je spojená s hřídelí vrtule přes převodovku (reduktor). Převodovky se používá proto, že vrtule má mnohem větší průměr než lopatky turbíny, a tak by se při pracovních otáčkách turbíny kraj listů vrtule pohyboval nadzvukovou rychlostí, což je nežádoucí. Převodovka umožňuje plynulé otáčení vrtule patřičně sníženými (redukovanými) otáčkami.
- Vrtule je poháněna samostatným stupněm turbíny (tzv. volná turbína), který je umístěn za turbínou pohánějící kompresor. Osa vrtule prochází dutou osou turbokompresoru, případně se celý motor otočí proti směru letu a volná turbína je pak hned za reduktorem, viz motor Walter M601.

## Protiběžně dvouvrtulová varianta
Některé typy ruských letadel jsou vybaveny motory s dvojicí souosých protiběžných vrtulí. Toto řešení umožňuje dosahovat vysokých rychlostí, ale také se vyznačuje značným hlukem.